# ФК Токио верди
Токио верди (јап. 東京ヴェルディ) јапански је фудбалски клуб из Инагија.

## Име
- ФК Јомиури (јап. 読売サッカークラブ, 1969—1992)
- ФК Верди Кавасаки (јап. ヴェルディ川崎, 1993—2000)
- ФК Токио верди 1969 (јап. 東京ヴェルディ1969, 2001—2007)
- ФК Токио верди (јап. 東京ヴェルディ, 2008—)

## Успеси

### Национални
Првенство
- Фудбалска друга лига Јапана: 1974, 1977.
- Фудбалска прва лига Јапана: 1983, 1984, 1986/87, 1990/91, 1991/92.
- Џеј 1 лига: 1993, 1994.

Куп
- Сениорско фудбалско првенство Јапана: 1973.
- Куп фудбалске лиге Јапана: 1979, 1985, 1991.
- Куп Џеј лиге: 1992, 1993, 1994.
- Царев куп: 1984, 1986, 1987, 1996, 2004.
- Суперкуп Јапана: 1984, 1994, 1995, 2005.

### Континентални
- АФК Лига шампиона: 1987.